# Polyschema sagari
Polyschema sagari är en svampart som beskrevs av J.P.N. Pandeya & S.B. Saksena 1978. Polyschema sagari ingår i släktet Polyschema, divisionen sporsäcksvampar och riket svampar.   Inga underarter finns listade i Catalogue of Life.